# Husí Lhota
Husí Lhota är en ort i Tjeckien.   Den ligger i regionen Mellersta Böhmen, i den centrala delen av landet, 60 km nordost om huvudstaden Prag. Husí Lhota ligger 231 meter över havet och antalet invånare är 119.
Terrängen runt Husí Lhota är huvudsakligen platt, men åt sydväst är den kuperad.Runt Husí Lhota är det ganska glesbefolkat, med 30 invånare per kvadratkilometer. Närmaste större samhälle är Mladá Boleslav, 7,7 km väster om Husí Lhota. Trakten runt Husí Lhota består till största delen av jordbruksmark.